# Neuapostolische Kirche (Berlin-Kreuzberg)

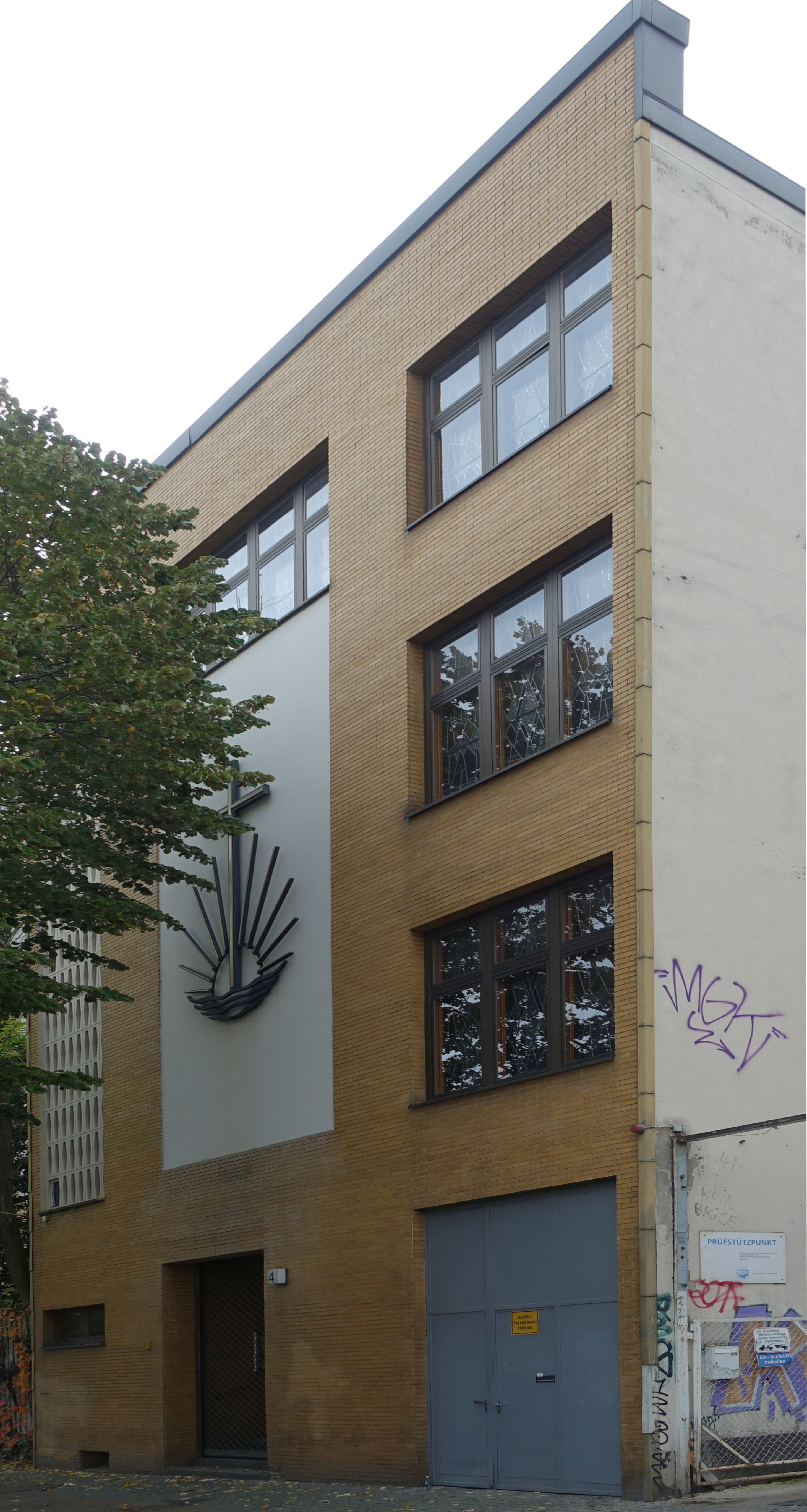
Neuapostolische Kirche, 2019

Die Neuapostolische Kirche steht in der Baruther Straße 4 im Berliner Ortsteil  Kreuzberg des heutigen Bezirks Friedrichshain-Kreuzberg. Sie wurde am 1. Februar 1969 eingeweiht.

## Geschichte
Seit der Gründung der Kirchengemeinde am 29. Mai 1949 versammelten sich die Gläubigen in der Aula der Schule in der Bergmannstraße 60–65.
Knapp 20 Jahre später konnte die Gemeinde ein eigenes Grundstück erwerben und begann noch im gleichen Jahr mit der Bauausführung. 1979 wurde das Gebäude umfangreich umgebaut, um Räume für Mütter und Kinder, einen Jugendraum und die Sonntagsschule einzurichten. In dieser Zeit besuchte die Gemeinde die Kirche in der Flughafenstraße 43 im Bezirk Neukölln. Diese Kirche existiert nicht mehr, das Haus wurde inzwischen an den muslimischen Verband interkultureller Zentren verkauft. Dort befindet sich nun die Dar-as-Salam-Moschee.

## Baubeschreibung
Das Gebäude hat vier Geschosse. Eine Tordurchfahrt führt auf den Hof. Die Baruther Straße hat auf der dem Friedhof I der Dreifaltigkeitsgemeinde und dem Friedhof II der Jerusalems- und Neuen Kirchengemeinde gegenüberliegenden Seite eine geschlossene Bebauung, in die der Zweite Weltkrieg eine Lücke bei den Nummern 3, 4 und 5 gerissen hat. Da der Bebauungsplan nach wie vor eine geschlossene Bebauung vorsieht, hat das neu gebaute Kirchengebäude in der Nummer 4 keine Fenster an den Brandwänden. Der Kirchsaal erstreckt sich über das erste und zweite Obergeschoss. Im Geschoss darüber liegt zum Hof hin eine Wohnung. Die 1976 von Sauer erbaute Orgel Opus 2041 hat ein Manual, ein Pedal und vier Register.